# Hydrolagus mitsukurii
Hydrolagus mitsukurii är en broskfiskart som först beskrevs av Jordan och John Otterbein Snyder 1904.  Hydrolagus mitsukurii ingår i släktet Hydrolagus och familjen havsmusfiskar. Inga underarter finns listade i Catalogue of Life.
Arten förekommer i västra Stilla havet från Japan och Koreahalvön till Nya Guinea. Den vistas 325 till 710 meter under havsytan. Exemplaren blir utan svans 37 cm och med svans 79 cm långa. Nykläckta ungar är ungefär 8 cm långa och könsmognaden infaller vid en längd av 37 cm (honor) respektive 42 cm (hannar). Antagligen lägger honor ägg.
Flera exemplar hamnar som bifångst i fiskenät. Hela populationen minskar. IUCN kategoriserar arten globalt som nära hotad (NT).